# سامی الحشاش
سامی الحشاش (انگلیسی: Sami Al-Hashash؛ زادهٔ ۱۵ سپتامبر ۱۹۵۹) بازیکن سابق فوتبال اهل کویت است.
وی عضو تیم ملی فوتبال کویت در جام جهانی فوتبال ۱۹۸۲ بوده است.